# Jamaikanische Badmintonmeisterschaft 1970
Die Jamaikanische Badmintonmeisterschaft 1970 fand in Kingston statt. Es war die 23. Austragung der nationalen Titelkämpfe im Badminton von Jamaika.

## Titelträger
| Disziplin    | Sieger                              |
| ------------ | ----------------------------------- |
| Herreneinzel | Keith Palmer                        |
| Dameneinzel  | Jennifer Haddad                     |
| Herrendoppel | Keith Palmer Geoff Atkinson         |
| Damendoppel  | Barbara Tai Tenn Quee Jean Chin Loy |
| Mixed        | Keith Palmer Christine Bennett      |